# بيل ديفيس (مدير فني)
بيل ديفيس (بالإنجليزية: Bill Davis)‏ هو مدير فني أمريكي، ولد في 4 ديسمبر 1941 في يونيون في الولايات المتحدة، وتوفي في 17 مارس 2002.